# Wally Pfister
Walter C. "Wally" Pfister (sinh ngày 8 tháng 7 năm 1961) là một nhà quay phim và đạo diễn người Mỹ, ngoài ra ông còn nổi tiếng nhờ hợp tác với các tác phẩm điện ảnh của Christopher Nolan. Pfister đã giành giải Oscar cho quay phim xuất sắc nhất cho Inception (2010). Ông cũng được biết tới nhờ vai trò ghi hình các bộ phim như The Italian Job của F. Gary Gray và Moneyball của Bennett Miller. Phim điện ảnh đầu tay do chính ông đạo diễn là Trí tuệ siêu việt (2014) thông qua Alcon Entertainment. Ông còn đạo diễn một số quảng cáo và các tập phim truyền hình trong Flaked và The Tick.

## Danh sách phim

### Vai trò quay phim
| Năm  | Tác phẩm                | Đạo diễn          | Ghi chú khác |
| ---- | ----------------------- | ----------------- | --- |
| 1993 | Stepmonster             | Jeremy Stanford   | |
| 1995 | The Granny              | Luca Bercovici    | |
| 1998 | Rhapsody In Bloom       | Craig Saavedra    | |
| 2000 | Memento                 | Christopher Nolan | Đề cử – Independent Spirit Award for Best Cinematography |
| 2001 | Rustin                  | Rick Johnson      | |
| 2001 | Scotland, PA            | Billy Morrissette | |
| 2002 | Insomnia                | Christopher Nolan | |
| 2002 | Laurel Canyon           | Lisa Cholodenko   | |
| 2003 | The Italian Job         | F. Gary Gray      | |
| 2005 | Slow Burn               | Wayne Beach       | |
| 2005 | Batman Begins           | Christopher Nolan | Đề cử – Giải Oscar cho quay phim xuất sắc nhất Đề cử – American Society of Cinematographers Award for Outstanding Cinematography |
| 2006 | The Prestige            | Christopher Nolan | Đề cử – Giải Oscar cho quay phim xuất sắc nhất |
| 2008 | Kỵ sĩ bóng đêm          | Christopher Nolan | Online Film Critics Society Award for Best Cinematography Đề cử – Giải Oscar cho quay phim xuất sắc nhất Đề cử – American Society of Cinematographers Award for Outstanding Cinematography Đề cử – Giải BAFTA cho quay phim xuất sắc nhất |
| 2010 | Inception               | Christopher Nolan | Giải Oscar cho quay phim xuất sắc nhất American Society of Cinematographers Award for Outstanding Cinematography Broadcast Film Critics Association Award for Best Cinematography San Diego Film Critics Society Award for Best Cinematography Satellite Award for Best Cinematography Đề cử – Giải BAFTA cho quay phim xuất sắc nhất Đề cử – Online Film Critics Society Award for Best Cinematography |
| 2011 | Moneyball               | Bennett Miller    | |
| 2012 | Kỵ sĩ bóng đêm trỗi dậy | Christopher Nolan | |
| 2012 | Marley                  | Kevin MacDonald   | |